# 汾阳报恩寺
汾阳报恩寺，位于山西省吕梁市汾阳市城内卫巷街，是中华人民共和国山西省文物保护单位之一。
2004年6月10日，授予山西省文物保护单位，是一座古建筑。